# 波恩协定
《波恩协定》，其全名为《关于在阿富汗重建永久政府机构之前的临时安排的协定》。是2001年12月5日通过的一系列初步协议，目的是在美国为应对九一一袭击事件而入侵阿富汗后对阿富汗进行重建。自1979年以来，阿富汗没有全国性的政府，而建立全国性政府则至少修需要召开一次支尔格大会。然而在美国和阿富汗北方联盟部队迅速取得胜利后，阿富汗国内严重缺乏法律和秩序，国际普遍认为需要立即采取措施，因此在常设政府成立之前，有必要存在一个过渡时期。

## 概述
2001年12月，在联合国的主持下，25位阿富汗部落领袖在德国波恩举行波恩会议。最终，阿富汗临时政府于2001年12月22日成立，由30名成员组成，仅存在6个月。随后由阿富汗过渡伊斯兰国接管。《波恩协定》中提出了建立国际安全援助部队的设想，之后联合国安理会第1386号决议中将设想化为现实。